# Брюс, Дэвид
Дэвид Брюс (англ. David Bruce; 29 мая 1855 года, Мельбурн, Австралия — 27 ноября 1931 года, Лондон, Великобритания) — английский бактериолог, паразитолог и эпидемиолог, член Лондонского королевского общества (с 1899 году).

## Биография
Родился 29 мая 1855 года в Мельбурне. В 1881 году окончил Эдинбургский университет. С 1883 года принят на работу в военно-медицинскую службу. С 1884 по 1888 год работал на острове Мальта, в 1888 году — в лаборатории Роберта Коха в Берлине, с 1889 по 1894 год — в Госпитале королевы Виктории в Нетлей (англ.). В 1903 году возглавлял экспедицию в Уганду для изучения сонной болезни, в 1904 году возглавлял комиссию по изучению лихорадки на острове Мальта. С 1914 по 1918 год работал в Военно-медицинском колледже (англ.) в Мильбанке, Лондон. С 1918 года — на пенсии по состоянию здоровья.
Скончался 27 ноября 1931 года в Лондоне, через 4 дня после смерти своей жены во время её поминальной службы. Оба были кремированы в Лондоне, их пепел захоронен вместе недалеко от замка Стерлинг, под простым каменным крестом. У них не было детей.

## Научные работы
Основные научные работы посвящены изучению бруцеллёза и трипаносомозов.
- 1884-1889 — открыл возбудителя бруцеллёза, который назвал бруцеллой, в результате чего на острове Мальта это заболевание было ликвидировано.
- Открыл возбудителей трипаносомозов человека и животных в Африке и установил, что переносчиками являются мухи це-це.

## Членство в организациях
- Член Лондонского королевского общества (1889—1931).
- Член Парижской академии наук (1918-1931).

## Награды и премии
- Королевская медаль
- Медаль Левенгука
- Медаль Альберта Королевского общества искусств
- Медаль Мэнсона
- Изображён на марке острова Мальты 1963 года.